# Qorlortorsuaq
Qorlortorsuaq – osada w południowej Grenlandii, w gminie Kujalleq.
Qorlortorsuaq mieści elektrownię wodną o mocy 7 MW, zasilającą także miasta Qaqortoq i Narsaq. Elektrownię rozpoczęto budować w grudniu 2003 roku i zakończono w październiku 2007.